# SKS Microfinance
SKS Microfinance Limited — индийская коммерческая микрофинансовая компания, регулируемая Резервным банком Индии. Миссия SKS — «предоставление финансовых услуг бедным». Компания работает в 19 из 28 индийских штатов. Изначально как некоммерческая, компания была основана в 1998 году Викрамом Акулой, ушедшим с поста исполнительного директора в 2011 году. Целью компании является предоставление займов беднякам в отдалённых индийских деревнях, ограждая тем самым бедное население от местных кредиторов с высокими процентами. В 2012 году Ассошиэйтед Пресс опубликовало своё журналистское расследование, в котором обвинило компанию в серии самоубийств их кредиторов. SKS опровергла обвинения в свой адрес.

## Принцип работы
SKS Microfinance использует модель Совместной групповой ответственности (англ. Joint Liability Group). Её суть заключается в том, что за каждую берущую заём женщину поручаются ещё четверо, которые также берут займы (суть модели отражена в логотипе компании). По мнению компании, 5 членов в группе достаточно для того, чтобы выплаты займов происходили в срок: четыре человека могут оказывать давление на неплатёжеспособного участника или же им по силам оплатить его взнос. Групповое кредитование хорошо показало себя в ситуациях неблагоприятного отбора и морального риска в связи с асимметричной информацией. «Социальный залог», который получают клиенты, не требует залога их активов (которых бедные слои общества зачастую не имеют).

## Публичное размещение акций
28 июля 2010 года SKS Microfinance дебютировала на Бомбейской фондовой бирже. Председатель и основатель SKS, Викрам Акула утверждал, что первичное публичное размещение акций (IPO) было сделано для финансирования роста, что позволяет фирме достичь большего числа бедных людей.
Нобелевский лауреат Мухаммад Юнус, основатель концепции микрофинансирования, выразил сомнение, что Акула сможет совместить социальную миссию SKS с требованиями традиционного бизнеса — максимизацией прибыли. Главной обязанностью публичной компании является получение прибыли для акционеров, в то время как основная обязанность микрофинансовой организации — служить бедным. Юнус предсказал, что SKS в конечном итоге поставит интересы своих акционеров выше интересов бедных:

Предлагая IPO, вы как бы говорите инвесторам, что у них есть захватывающая возможность сделать деньги на бедных людях. Это идея мне противна. Микрофинансирование призвано оказывать помощь бедным и сохранять их деньги, а не перенаправлять их богатым
Оригинальный текст (англ.)By offering an IPO, you are sending a message to the people buying the IPO there is an exciting chance of making money out of poor people. This is an idea that is repulsive to me. Microfinance is in the direction of helping the poor retain their money rather than redirecting it in the direction of rich people
— Мухаммад Юнус
Встретившись в 2010 году на Clinton Global Initiative, в рамках дискуссии Акула и Юнус обсудили выход SKS на биржу. Основатель SKS настаивал, что это был единственный способ для организации привлечь достаточные средства, чтобы обеспечить микрозаймами нуждающихся в этом по всему миру людей. Юнус возражал Акуле, сказав, что микрофинансовую организацию, в первую очередь, возможно было перевести в банковский сектор. Это, по его словам, позволило бы организации, принимая вклады от населения, остаться самоокупаемой, наподобие Grameen Bank.

## Связь с самоубийствами
Компания оказалась замешана в скандале, связанном с самоубийствами бедняков в Индии. Независимое журналистское расследование Ассошиэйтед Пресс, опубликованное в 2012 году обвиняло SKS Microfinance как минимум в 7 самоубийствах неплатёжеспособных людей. Согласно отчёту Ассошиэйтед Пресс, более 200 бедных, обременённых долгами жителей Андхра-Прадеш покончили с собой в конце 2010 года. Вину в этих смертях СМИ возлагают на микрофинансовые компании, которые оказывают серьёзное давление на заёмщиков, многие из которых не в силах это выдержать.